# A Nagy Duett (második évad)
A Nagy Duett című zenés show-műsor második évadja 2013. február 10-én vette kezdetét a Super TV2-n. A műsorvezetők Liptai Claudia és Till Attila, a zsűritagok Dobrády Ákos, Balázs Klári és Kasza Tibor voltak.
Az évad nyolc részes volt, vasárnaponként sugározta a Super TV2. A döntőre 2013. március 31-én került sor, ahol a második széria győztesei Kökény Attila és Cseke Katinka lettek, így ők nyerték el „Az év duettpárja” címet 2013-ban.

## Összesített eredmény
| – A páros továbbjutott                           |
| – A két legkevesebb szavazattal rendelkező páros |
| – A páros kiesett                                |
| – A páros visszalépett a versenytől              |

| #   | Párosok         | Párosok       | 1. adás (február 10.) | 2. adás (február 17.) | 3. adás (február 24.) | 4. adás (március 3.)  | 5. adás (március 10.) | 6. adás (március 17.) | 7. adás (március 24.)       | 8. adás (március 31.)       |
| #   | Amatőrök        | Profik        | 1. adás (február 10.) | 2. adás (február 17.) | 3. adás (február 24.) | 4. adás (március 3.)  | 5. adás (március 10.) | 6. adás (március 17.) | 7. adás (március 24.)       | 8. adás (március 31.)       |
| --- | --------------- | ------------- | --------------------- | --------------------- | --------------------- | --------------------- | --------------------- | --------------------- | --------------------------- | --------------------------- |
| 1.  | Cseke Katinka   | Kökény Attila | Továbbjutottak        | Továbbjutottak        | Továbbjutottak        | Veszélyzóna           | Továbbjutottak        | Továbbjutottak        | Veszélyzóna                 | 1. helyezettek a döntőben   |
| 2.  | Lakatos Márk    | Bangó Margit  | Továbbjutottak        | Továbbjutottak        | Továbbjutottak        | Továbbjutottak        | Veszélyzóna           | Továbbjutottak        | Továbbjutottak              | 2. helyezettek a döntőben   |
| 3.  | Szabó Győző     | Király Linda  | Továbbjutottak        | Továbbjutottak        | Továbbjutottak        | Továbbjutottak        | Továbbjutottak        | Továbbjutottak        | Továbbjutottak              | 3. helyezettek a döntőben   |
| 4.  | Papp Gergő      | Szulák Andrea | Továbbjutottak        | Továbbjutottak        | Továbbjutottak        | Továbbjutottak        | Továbbjutottak        | Veszélyzóna           | Veszélyzóna                 | Kiestek a 7. adásban        |
| 5.  | Gesztesi Károly | Csézy         | Továbbjutottak        | Továbbjutottak        | Továbbjutottak        | Továbbjutottak        | Továbbjutottak        | Veszélyzóna           | Visszaléptek a 6. adás után | Visszaléptek a 6. adás után |
| 6.  | Dopeman         | Szinetár Dóra | Továbbjutottak        | Továbbjutottak        | Veszélyzóna           | Továbbjutottak        | Veszélyzóna           | Kiestek az 5. adásban | Kiestek az 5. adásban       | Kiestek az 5. adásban       |
| 7.  | Erdélyi Mónika  | Gáspár Laci   | Továbbjutottak        | Továbbjutottak        | Továbbjutottak        | Veszélyzóna           | Kiestek a 4. adásban  | Kiestek a 4. adásban  | Kiestek a 4. adásban        | Kiestek a 4. adásban        |
| 8.  | Zsidró Tamás    | Szandi        | Továbbjutottak        | Veszélyzóna           | Veszélyzóna           | Kiestek a 3. adásban  | Kiestek a 3. adásban  | Kiestek a 3. adásban  | Kiestek a 3. adásban        | Kiestek a 3. adásban        |
| 9.  | Kovács Lázár    | Détár Enikő   | Veszélyzóna           | Veszélyzóna           | Kiestek a 2. adásban  | Kiestek a 2. adásban  | Kiestek a 2. adásban  | Kiestek a 2. adásban  | Kiestek a 2. adásban        | Kiestek a 2. adásban        |
| 10. | Görög Zita      | Pataky Attila | Veszélyzóna           | Kiestek az 1. adásban | Kiestek az 1. adásban | Kiestek az 1. adásban | Kiestek az 1. adásban | Kiestek az 1. adásban | Kiestek az 1. adásban       | Kiestek az 1. adásban       |

## Adások

### 1. adás (február 10.)
| #  | Párosok                        | Dal                   | Eredeti előadó     | Pontozás     | Pontozás     | Pontozás    | Pontozás | Eredmény        |
| #  | Párosok                        | Dal                   | Eredeti előadó     | Dobrády Ákos | Balázs Klári | Kasza Tibor | Összesen | Eredmény        |
| -- | ------------------------------ | --------------------- | ------------------ | ------------ | ------------ | ----------- | -------- | --------------- |
| 1  | Görög Zita és Pataky Attila    | Áj Láv Jú             | Rapülők            | 6            | 7            | 6           | 19       | Kiestek         |
| 2  | Dopeman és Szinetár Dóra       | Egész éjjel figyeltél | Váradi Roma Café   | 7            | 8            | 9           | 24       | Továbbjutottak  |
| 3  | Zsidró Tamás és Szandi         | 220 felett            | Neoton Família     | 7            | 7            | 6           | 20       | Továbbjutottak  |
| 4  | Erdélyi Mónika és Gáspár Laci  | The Shoop Shoop Song  | Cher               | 7            | 7            | 8           | 22       | Továbbjutottak  |
| 5  | Kovács Lázár és Détár Enikő    | Mack in knife         | Bobby Darin        | 7            | 7            | 7           | 21       | Utolsó előttiek |
| 6  | Papp Gergő és Szulák Andrea    | Hound Dog             | Elvis Presley      | 8            | 8            | 9           | 25       | Továbbjutottak  |
| 7  | Szabó Győző és Király Linda    | Satisfaction          | The Rolling Stones | 9            | 10           | 10          | 29       | Továbbjutottak  |
| 8  | Gesztesi Károly és Csézy       | Nagy utazás           | Presser Gábor      | 8            | 8            | 7           | 23       | Továbbjutottak  |
| 9  | Cseke Katinka és Kökény Attila | Majdnem szerelem volt | Máté Péter         | 6            | 7            | 8           | 21       | Továbbjutottak  |
| 10 | Lakatos Márk és Bangó Margit   | Pálinka dal           | Magna Cum Laude    | 9            | 9            | 10          | 28       | Továbbjutottak  |

- Extra produkció: Radics Gigi és Tóth Vera – Medley (Whitney Houston)

### 2. adás (február 17.)
| # | Párosok                        | Dal                   | Eredeti előadó                    | Pontozás     | Pontozás     | Pontozás    | Pontozás | Eredmény        |
| # | Párosok                        | Dal                   | Eredeti előadó                    | Dobrády Ákos | Balázs Klári | Kasza Tibor | Összesen | Eredmény        |
| - | ------------------------------ | --------------------- | --------------------------------- | ------------ | ------------ | ----------- | -------- | --------------- |
| 1 | Kovács Lázár és Détár Enikő    | Jég dupla whiskyvel   | Charlie                           | 8            | 8            | 6           | 22       | Kiestek         |
| 2 | Zsidró Tamás és Szandi         | Gedeon bácsi          | Szécsi Pál                        | 8            | 7            | 9           | 24       | Utolsó előttiek |
| 3 | Cseke Katinka és Kökény Attila | Micsoda nő ez a férfi | Back II Black ft. Oroszlán Szonja | 8            | 8            | 9           | 25       | Továbbjutottak  |
| 4 | Erdélyi Mónika és Gáspár Laci  | I love you baby       | Cserháti Zsuzsa                   | 9            | 8            | 8           | 25       | Továbbjutottak  |
| 5 | Dopeman és Szinetár Dóra       | Kiss                  | Tom Jones                         | 9            | 9            | 10          | 28       | Továbbjutottak  |
| 6 | Lakatos Márk és Bangó Margit   | Belehalok             | Majka, Curtis, BLR                | 10           | 10           | 10          | 30       | Továbbjutottak  |
| 7 | Gesztesi Károly és Csézy       | Ma úgy vagyok         | Jazz+Az                           | 8            | 8            | 7           | 23       | Továbbjutottak  |
| 8 | Papp Gergő és Szulák Andrea    | Quando Quando Quando  | Michael Bublé                     | 7            | 8            | 7           | 22       | Továbbjutottak  |
| 9 | Szabó Győző és Király Linda    | Rolling in the Deep   | Adele                             | 8            | 10           | 9           | 27       | Továbbjutottak  |

- Extra produkció: Tolvai Renáta és Kállay-Saunders András – My baby / Playdate

### 3. adás (február 24.)
| # | Párosok                        | Dal                          | Eredeti előadó                        | Pontozás     | Pontozás     | Pontozás    | Pontozás | Eredmény        |
| # | Párosok                        | Dal                          | Eredeti előadó                        | Dobrády Ákos | Balázs Klári | Kasza Tibor | Összesen | Eredmény        |
| - | ------------------------------ | ---------------------------- | ------------------------------------- | ------------ | ------------ | ----------- | -------- | --------------- |
| 1 | Papp Gergő és Szulák Andrea    | Induljon a banzáj!           | Bonanza Banzai                        | 9            | 9            | 9           | 27       | Továbbjutottak  |
| 2 | Lakatos Márk és Bangó Margit   | Bésame mucho / Szájbergyerek | Andrea Bocelli / Kistehén Tánczenekar | 8            | 8            | 8           | 24       | Továbbjutottak  |
| 3 | Gesztesi Károly és Csézy       | Embertelen dal               | LGT                                   | 9            | 9            | 10          | 28       | Továbbjutottak  |
| 4 | Erdélyi Mónika és Gáspár Laci  | Gangnam Style                | Psy                                   | 10           | 10           | 10          | 30       | Továbbjutottak  |
| 5 | Szabó Győző és Király Linda    | Love Shack                   | The B-52’s                            | 9            | 10           | 9           | 28       | Továbbjutottak  |
| 6 | Zsidró Tamás és Szandi         | Trabant                      | Exotic                                | 9            | 9            | 10          | 28       | Kiestek         |
| 7 | Dopeman és Szinetár Dóra       | Walk This Way                | Aerosmith                             | 9            | 9            | 10          | 28       | Utolsó előttiek |
| 8 | Cseke Katinka és Kökény Attila | Pocsolyába léptem            | Takáts Tamás                          | 9            | 9            | 9           | 27       | Továbbjutottak  |

- Extra produkció: Hien és Király Viktor – The Oscar-medley (Oscar-díjas dalok)

### 4. adás (március 3.)
| # | Párosok                        | Dal                              | Eredeti előadó                  | Pontozás     | Pontozás     | Pontozás    | Pontozás | Eredmény       |
| # | Párosok                        | Dal                              | Eredeti előadó                  | Dobrády Ákos | Balázs Klári | Kasza Tibor | Összesen | Eredmény       |
| - | ------------------------------ | -------------------------------- | ------------------------------- | ------------ | ------------ | ----------- | -------- | -------------- |
| 1 | Szabó Győző és Király Linda    | Rehab                            | Amy Winehouse                   | 9            | 10           | 9           | 28       | Továbbjutottak |
| 2 | Lakatos Márk és Bangó Margit   | Hajolj bele a hajamba / La Bamba | Péterfy Bori / Ritchie Valens   | 10           | 10           | 10          | 30       | Továbbjutottak |
| 3 | Erdélyi Mónika és Gáspár Laci  | Killing Me Softly                | Pitingo                         | 9            | 8            | 9           | 26       | Kiestek        |
| 4 | Cseke Katinka és Kökény Attila | Moves Like Jagger                | Maroon 5 ft. Christina Aguilera | 9            | 9            | 9           | 27       | Utolsó előttik |
| 5 | Dopeman és Szinetár Dóra       | A szívem vigyáz rád              | Tarzan                          | 9            | 10           | 9           | 28       | Továbbjutottak |
| 6 | Papp Gergő és Szulák Andrea    | The Ketchup Song                 | Las Ketchup                     | 10           | 10           | 10          | 30       | Továbbjutottak |
| 7 | Gesztesi Károly és Csézy       | Hallelujah                       | Leonard Cohen                   | 9            | 9            | 10          | 28       | Továbbjutottak |

- Extra produkció: Agárdi Szilvia és Pál Dénes – Szíveddel láss
- Extra produkció: Dukai Regina és Lagzi Lajcsi – No More Tears

### 5. adás (március 10.)
| # | Párosok                        | Dal                                 | Eredeti előadó              | Pontozás     | Pontozás     | Pontozás    | Pontozás | Eredmény        |
| # | Párosok                        | Dal                                 | Eredeti előadó              | Dobrády Ákos | Balázs Klári | Kasza Tibor | Összesen | Eredmény        |
| - | ------------------------------ | ----------------------------------- | --------------------------- | ------------ | ------------ | ----------- | -------- | --------------- |
| 1 | Cseke Katinka és Kökény Attila | Szerelmes vagyok, mint egy nagyágyú | R-GO                        | 9            | 7            | 8           | 24       | Továbbjutottak  |
| 2 | Papp Gergő és Szulák Andrea    | Bad Romance                         | Lady Gaga                   | 9            | 10           | 9           | 28       | Továbbjutottak  |
| 3 | Dopeman és Szinetár Dóra       | Singin' in the Rain                 | Gene Kelly                  | 9            | 9            | 9           | 27       | Kiestek         |
| 4 | Gesztesi Károly és Csézy       | Életen át kell játszani             | Hevesi Tamás                | 9            | 8            | 8           | 25       | Továbbjutottak  |
| 5 | Szabó Győző és Király Linda    | Free Your Mind                      | En Vogue                    | 10           | 10           | 10          | 30       | Továbbjutottak  |
| 6 | Lakatos Márk és Bangó Margit   | Lesz maga juszt is az enyém         | Kazal László és Lorán Lenke | 9            | 9            | 9           | 27       | Utolsó előttiek |

- Extra produkció: L.L. Junior és a Váradi Roma Café – Édes kisfiam
- Extra produkció: Mohamed Fatima és Emilio – Sunny

### 6. adás (március 17.)
| #  | Párosok                        | Dal                        | Eredeti előadó                     | Pontozás     | Pontozás     | Pontozás    | Pontozás | Eredmény        |
| #  | Párosok                        | Dal                        | Eredeti előadó                     | Dobrády Ákos | Balázs Klári | Kasza Tibor | Összesen | Eredmény        |
| -- | ------------------------------ | -------------------------- | ---------------------------------- | ------------ | ------------ | ----------- | -------- | --------------- |
| 1  | Lakatos Márk és Bangó Margit   | Kölyköd voltam             | Edda Művek                         | 9            | 10           | 10          | 29       | Továbbjutottak  |
| 8  | Lakatos Márk és Bangó Margit   | Ha én gazdag lennék        | Bessenyei Ferenc                   | 10           | 10           | 10          | 30       | Továbbjutottak  |
| 2  | Papp Gergő és Szulák Andrea    | Hello, Dolly! dalok        | Hello, Dolly!                      | 8            | 9            | 8           | 25       | Kiestek         |
| 7  | Papp Gergő és Szulák Andrea    | Randi Andi                 | Hungária                           | 9            | 10           | 9           | 28       | Kiestek         |
| 3  | Cseke Katinka és Kökény Attila | Mizu                       | Fluor Tomi                         | 8            | 9            | 10          | 27       | Továbbjutottak  |
| 6  | Cseke Katinka és Kökény Attila | Blame It on the Boogie     | The Jackson 5                      | 9            | 10           | 10          | 29       | Továbbjutottak  |
| 4  | Gesztesi Károly és Csézy       | Valami Amerika             | Bon-Bon                            | 8            | 8            | 8           | 24       | Utolsó előttiek |
| 9  | Gesztesi Károly és Csézy       | Darabokra törted a szívem  | Demjén Ferenc                      | 9            | 9            | 9           | 27       | Utolsó előttiek |
| 5  | Szabó Győző és Király Linda    | Hajmási Péter, Hajmási Pál | Csárdáskirálynő                    | 10           | 10           | 10          | 30       | Továbbjutottak  |
| 10 | Szabó Győző és Király Linda    | Party Rock Anthem          | LMFAO ft. Lauren Bennett, GoonRock | 10           | 10           | 10          | 30       | Továbbjutottak  |

- Extra produkció: Nika és Gájer Bálint – Grenade

### 7. adás – Előöntő (március 24.)
Csézy a hét folyamán elvesztette szeretett nagymamáját, és úgy érezte ebben a lelkiállapotban nem tud színpadra lépni. Döntését megértette, és támogatta duettpartnere, Gesztesi Károly is. Így a múltheti kiesők Papp Gergő és Szulák Andrea térhettek vissza.
| # | Párosok                        | Dal                     | Eredeti előadó             | Pontozás     | Pontozás     | Pontozás    | Pontozás | Eredmény        |
| # | Párosok                        | Dal                     | Eredeti előadó             | Dobrády Ákos | Balázs Klári | Kasza Tibor | Összesen | Eredmény        |
| - | ------------------------------ | ----------------------- | -------------------------- | ------------ | ------------ | ----------- | -------- | --------------- |
| 1 | Cseke Katinka és Kökény Attila | Cotton Eye Joe          | Rednex                     | 9            | 9            | 8           | 26       | Utolsó előttiek |
| 5 | Cseke Katinka és Kökény Attila | Nincs semmi másom       | Kökény Attila              | 10           | 10           | 10          | 30       | Utolsó előttiek |
| 2 | Papp Gergő és Szulák Andrea    | Ott várok rád           | Hip Hop Boyz               | 10           | 10           | 10          | 30       | Kiestek         |
| 7 | Papp Gergő és Szulák Andrea    | Nem harap a néni        | Szulák Andrea              | 9            | 10           | 9           | 28       | Kiestek         |
| 3 | Szabó Győző és Király Linda    | Smile                   | Michael Jackson            | 10           | 10           | 10          | 30       | Továbbjutottak  |
| 6 | Szabó Győző és Király Linda    | Untried                 | Király Linda               | 9            | 10           | 9           | 28       | Továbbjutottak  |
| 4 | Lakatos Márk és Bangó Margit   | Csavard fel a szőnyeget | Fenyő Miklós               | 9            | 9            | 9           | 27       | Továbbjutottak  |
| 8 | Lakatos Márk és Bangó Margit   | Úgy szeretem az uramat  | Bangó Margit - Rigó Jancsi | 10           | 10           | 10          | 30       | Továbbjutottak  |

- Extra produkció: Gesztesi Károly – Egyedül nem megy
- Extra produkció: Anna and the Barbies és Pély Barna – Beatles Medley

### 8. adás – Döntő (március 31.)
- Közös produkció: Don't Worry, Be Happy (Bobby McFerrin)

| # | Párosok                        | Dal                              | Eredeti előadó               | Pontozás     | Pontozás     | Pontozás    | Pontozás | Eredmény       |
| # | Párosok                        | Dal                              | Eredeti előadó               | Dobrády Ákos | Balázs Klári | Kasza Tibor | Összesen | Eredmény       |
| - | ------------------------------ | -------------------------------- | ---------------------------- | ------------ | ------------ | ----------- | -------- | -------------- |
| 1 | Cseke Katinka és Kökény Attila | Bubamara                         | Macska-jaj                   | 10           | 10           | 10          | 30       | 1. helyezettek |
| 4 | Cseke Katinka és Kökény Attila | Sosem múlik el                   | Crystal                      | 10           | 9            | 10          | 29       | 1. helyezettek |
| 7 | Cseke Katinka és Kökény Attila | Blame It on the Boogie           | The Jackson 5                |              |              |             |          | 1. helyezettek |
| 2 | Szabó Győző és Király Linda    | Thriller                         | Michael Jackson              | 10           | 10           | 10          | 30       | 3. helyezettek |
| 5 | Szabó Győző és Király Linda    | TNT Medley                       | TNT                          | 10           | 10           | 9           | 29       | 3. helyezettek |
| 3 | Lakatos Márk és Bangó Margit   | Cigánybáró                       | A cigánybáró                 | 9            | 9            | 9           | 27       | 2. helyezettek |
| 6 | Lakatos Márk és Bangó Margit   | Gyöngéden ölelj át / Mamma Maria | Korda György és Balázs Klári | 10           | 10           | 9           | 29       | 2. helyezettek |
| 8 | Lakatos Márk és Bangó Margit   | Belehalok                        | Majka, Curtis, BLR           |              |              |             |          | 2. helyezettek |

- Extra produkció:
- Kasza Tibor – Elmondanám
- Bereczki Zoltán és Popova Aleszja – Ott leszek én